# Општина Уда-Клокочов (Телеорман)
Уда-Клокочов (рум. Uda-Clocociov) општина је у Румунији у округу Телеорман.
Oпштина се налази на надморској висини од 39 m.

## Становништво

### Хронологија
| Година       | 2004 | 2005 | 2006 | 2007 | 2008 | 2009 | 2010 | 2011 | 2012 | 2013 | 2014 | 2015 | 2016 | 2017 |
| ------------ | ---- | ---- | ---- | ---- | ---- | ---- | ---- | ---- | ---- | ---- | ---- | ---- | ---- | ---- |
| Становништво | 1761 | 1759 | 1741 | 1721 | 1752 | 1746 | 1739 | 1729 | 1717 | 1663 | 1629 | 1580 | 1556 | 1504 |